# Katsuyuki Masuchi
Katsuyuki Masuchi –en japonés, 増地 克之, Masuchi Katsuyuki– (29 de septiembre de 1970) es un deportista japonés que compitió en judo. Ganó una medalla de oro en los Juegos Asiáticos de 1994, y una medalla de oro en el Campeonato Asiático de Judo de 1997.

## Palmarés internacional
| Juegos Asiáticos    | Juegos Asiáticos   | Juegos Asiáticos | Juegos Asiáticos |
| Año                 | Lugar              | Medalla          | Categoría        |
| ------------------- | ------------------ | ---------------- | ---------------- |
| 1994                | Hiroshima (Japón)  | Medalla de oro   | Abierta          |
| Campeonato Asiático |                    |                  |                  |
| Año                 | Lugar              | Medalla          | Categoría        |
| 1997                | Manila (Filipinas) | Medalla de oro   | Abierta          |